# Sede Social do Clube Juvenil

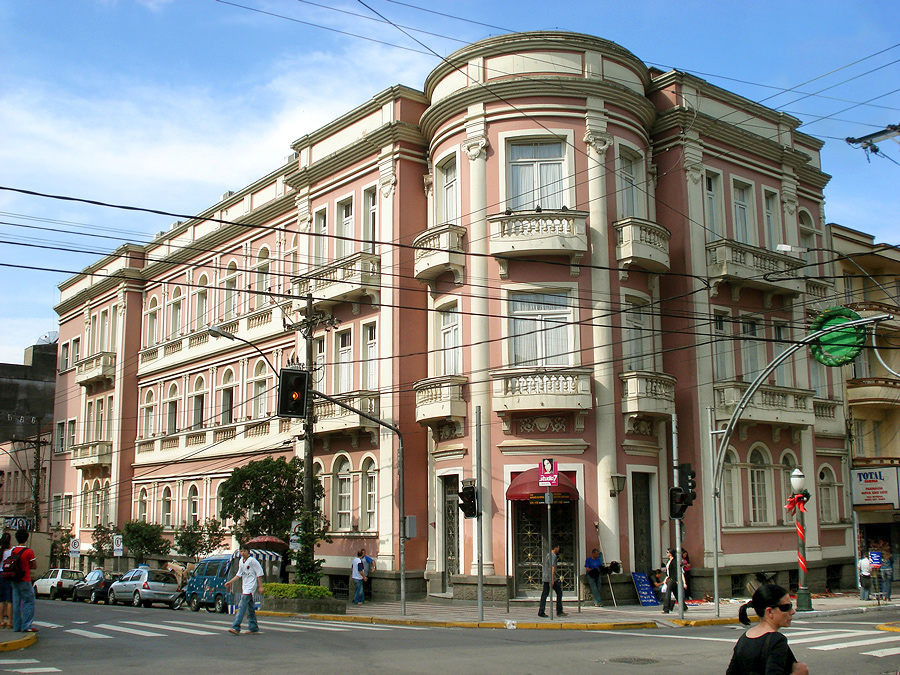
Sede Social do Clube Juvenil

A Sede Social do Clube Juvenil é um prédio histórico da cidade brasileira de Caxias do Sul, pertencente ao Clube Juvenil. Está situado na avenida Júlio de Castilhos 1677, na esquina com a rua Marquês do Herval, no centro da cidade.

## O clube
O Clube Juvenil é uma das mais tradicionais associações recreativas de Caxias do Sul. Foi fundado em 19 de junho de 1905 por Carlos Giesen, Henrique Moro, Américo Ribeiro Mendes e outros, com o nome de Club Juvenil, tendo como sede umas peças alugadas no sobrado de José Bragatti e como primeiro presidente Carlos Giesen. Em 23 de julho de 1905 aconteceu a inauguração festiva, e no dia 31 de dezembro realizou-se o seu primeiro baile de gala.
Em 1912 foi inaugurada a primeira sede própria, um casarão de madeira e alvenaria na rua Andrade Pinto, hoje rua Os 18 do Forte, na esquina com a rua Visconde de Pelotas, onde funcionou até 1924, quando foi destruída por um incêndio. Logo em seguida iniciaram as obras para uma nova sede, a que permanece até os nossos dias. Além das suas atividades sociais e recreativas exclusivas para os associados, até o fechamento da sede social em 2019 o clube abria regularmente seus espaços para eventos culturais voltados para toda a comunidade caxiense, tais como exposições de arte, concertos e saraus literários.

## O prédio histórico
O projeto foi de Silvio Toigo, sendo o prédio inaugurado em 8 de setembro de 1928, originalmente com apenas dois pavimentos, mais o subsolo. Entre 1962 e 1965 foi erguido o terceiro pavimento. Em 1990 o edifício recebeu restauração externa e pintura. Em 2001 o Salão Intermediário entrou em obras, objetivando recuperar o espaço físico que correspondia ao Salão da construção original, sendo denominado desde essa data Salão Dourado. Sua localização, no primeiro andar, privilegia o acesso à Sala de Honra, que possui uma galeria de fotos de fundadores e presidentes do clube, e abriga também a Galeria das Rainhas. O interior tem uma multiplicidade de salas e salões, dedicados a vários usos. No subsolo funcionavam um restaurante, as salas do acervo e a Boate Pelourinho. No térreo, uma bombonière, a secretaria e salas para jogos recreativos. Nos pisos acima, dois grandes salões para festas, um com capacidade para 200 pessoas sentadas e outro comportando 400. Em 12 de dezembro de 2007 o edifício histórico foi tombado pela Prefeitura de Caxias do Sul.
Em 2019 o edifício foi fechado para o público e suas atividades, suspensas. Seu tradicional restaurante foi desativado, e o edifício foi posto para alugar em 2021. A diretoria alegou falta de condições financeiras para manter o imóvel, e acreditava que as rendas do aluguel poderiam ajudar a resolver os problemas do clube.